# Rendufe (Ponte de Lima)
Rendufe ist ein Ort und eine ehemalige Gemeinde (Freguesia) im nordportugiesischen Kreis Ponte de Lima der Unterregion Minho-Lima. Die Gemeinde hatte 179 Einwohner (Stand 30. Juni 2011).
Am 29. September 2013 wurden die Gemeinden Rendufe, Vilar do Monte und Labrujó zur neuen Gemeinde Labrujó, Rendufe e Vilar do Monte zusammengeschlossen. Rendufe ist Sitz dieser neu gebildeten Gemeinde.